# كهف سانت مارينا
كهف سانت مارينا (بالألبانية: Shpella e Shën Marenës) هو كهف يتبع لمقاطعة فلورة في ألبانيا، ويعد معلمًا ثقافيًا فيها.